# Episodi di Batman: Caped Crusader
Questa voce riassume la prima stagione della serie televisiva animata Batman: Caped Crusader, pubblicata il 1° agosto 2024 dal servizio di streaming on demand Prime Video
| N° | Titolo originale         | Titolo italiano            | Pubblicazione  |
| -- | ------------------------ | -------------------------- | -------------- |
| 1  | In Treacherous Waters    | In acque pericolose        | 1º agosto 2024 |
| 2  | ...And Be a Villain      | ...e sii un cattivo        | 1º agosto 2024 |
| 3  | Kiss of the Catwoman     | Il bacio di Catwoman       | 1º agosto 2024 |
| 4  | The Night of the Hunters | La notte dei cacciatori    | 1º agosto 2024 |
| 5  | The Stress of Her Regard | I pazienti di Harley Quinn | 1º agosto 2024 |
| 6  | Night Ride               | Cavalcata notturna         | 1º agosto 2024 |
| 7  | Moving Target            | Bersaglio in movimento     | 1º agosto 2024 |
| 8  | Nocturne                 | Notturna                   | 1º agosto 2024 |
| 9  | The Killer Inside Me     | L'assassino dentro di me   | 1º agosto 2024 |
| 10 | Savage Night             | Notte selvaggia            | 1º agosto 2024 |

## In acque pericolose
- Titolo originale: In Treacherous Waters
- Diretto da: Christina Sotta
- Scritto da: Jase Ricci, Bruce Timm

### Trama
Una serie di esplosioni sta devastando alcuni depositi di Gotham, scuotendo l'impero del crimine del boss della malavita Rupert Thorne, che subisce anch'egli un attentato, ma viene proditoriamente avvertito e scampa così alla morte. Batman scopre che dietro a questi attacchi c'è Pinguino, alias Oswalda Cobblepot, una spietata criminale che si nasconde dietro un'artista di varietà, che accoglie gli spettatori nella sua nave ancorata al largo di Gotham. Saputo che Thorne si è salvato grazie a una soffiata del figlio Aaron, lo fa assassinare. L'altro suo figlio, Ronald, è tuttavia terrorizzato e diviene un informatore della polizia per svelare i piani della madre. Nel frattempo Oswalda Cobblepot, scopre il cannone montato sulla sua nave, con il quale attacca la base della polizia di Gotham, ma tutti sfuggono al bombardamento, mentre Batman sconfigge la Pinguina, ma così facendo ha lasciato un vuoto di potere nel mondo criminale di Gotham che Thorne colmerà.
- Guest star: Minnie Driver (Oswalda Cobblepot / Pinguino)
- Altri interpreti: Diedrich Bader (Harvey Dent), Krystal Joy Brown (Barbara Gordon), John DiMaggio (Harvey Bullock / Jerry / Wilford Lee), Eric Morgan Stuart (James Gordon), Jason Watkins (Alfred Pennyworth), Gary Anthony Williams (Arnold Flass) Cedric Yarbrough (Rupert Thorne / Giudice), Paul Scheer (Aaron Cobblepot / Ronald Cobblepot)

## ...e sii un cattivo
- Titolo originale: ...And Be a Villain
- Diretto da: Matt Peters
- Scritto da: Greg Rucka

### Trama
La detective del GCPD Renee Montoya segue il caso della scomparsa dell'attrice Yvonne Frances. Dopo un interrogatorio fallito di Bruce Wayne, l'ultimo ad averla vista, indaga allo studio cinematografico, dove interroga il collega attore di Frances, Basil Karlo, senza successo. Tuttavia, indagando, deduce che l'uomo aver mentito sul suo alibi, ma non può confermarlo, poiché Karlo viene assassinato da un misterioso figuro dall'aspetto orribile. Anche Batman è sulle sue tracce e si scontra più volte con l'assassino, il quale riesce però a fuggire e ad uccidere. Proseguendo con le indagini, Montoya scopre che Karlo era innamorato di Frances, ma si vergognava del suo viso, mentre lei, pur rispettandolo, rifiutava le sue avance. Alla fine, ha usato un siero sperimentale per rendere il suo corpo più malleabile, consentendogli di modificare il suo viso a suo piacimento, ma neanche ciò ha funzionato, portandolo a rapirla e a commettere i vari delitti, come risultato del suo delirio per essere sempre il cattivo nei suoi film. Montoya e Batman alla fine si imbattono in Karlo, lo sconfiggono e salvano Frances, anche se Batman scompare prima che Montoya possa catturarlo.
- Guest star: Dan Donohue (Basil Karlo / Clayface), Lacey Chabert (Yvonne Francis)
- Altri interpreti: Diedrich Bader (Harvey Dent), Michelle C. Bonilla (Renee Montoya), John DiMaggio (Harvey Bullock / Valentine), Eric Morgan Stuart (James Gordon), Jason Watkins (Alfred Pennyworth), Gary Anthony Williams (Arnold Flass), Bumper Robinson (Lucius Fox)

## Il bacio di Catwoman
- Titolo originale: Kiss of the Catwoman
- Diretto da: Christopher Berkeley
- Scritto da: Ed Brubaker, Bruce Timm, Adamma Ebo, Adanne Ebo

### Trama
Bruce Wayne incontra Selina Kyle a una mostra di gioielli dove sono esposti i gioielli di sua madre, ma aggredisce pubblicamente un giornalista che aveva offeso i suoi genitori davanti a lui, finendo per seguire un mese di terapia con la dottoressa Harleen Quinzel. Selina, figlia di un milionario finito in prigione, vive con la sua governante, Greta, in un lussuoso appartamento a Gotham. Ma le sue finanze sono ormai ridotte al minimo, così Selina decide di darsi al crimine e rubare gioielli, indossando un costume, ispirata da Batman. Catturata una prima volta, riesce a farla franca e torna il libertà. Trasferitasi con Greta in un appartamento malridotto, torna nuovamente a rubare, ma questa volta, catturata da Batman, finisce in prigione. Quando chiama Greta per essere aiutata, scopre che ha venduto tutte le sue cose e sta per darsela a gambe, lasciando Selina da sola nei guai.
- Guest star: Christina Ricci (Selina Kyle / Catwoman), Jamie Chung (Harleen Quinzel)
- Altri interpreti: Diedrich Bader (Harvey Dent), Krystal Joy Brown (Barbara Gordon), John DiMaggio (Harvey Bullock), Jason Watkins (Alfred Pennyworth), Gary Anthony Williams (Arnold Flass), Jackie Hoffman (Greta / Direttrice del museo)

## La notte dei cacciatori
- Titolo originale: The Night of the Hunters
- Diretto da: Christina Sotta
- Scritto da: Ed Brubaker

### Trama
Il sindaco di Gotham, Jessop, ordina la creazione di una task force per catturare Batman, e Gordon sceglie Montoya per gestirla. Cercano di attirare l'attenzione di Batman con finte rapinem e aggressioni, ma senza successo. Allora Montoya chiede aiuto alla dottoressa Quinzel, la quale deduce che Batman sembra prediligere criminali mascherati a posto di queli convenzionali. I detective corrotti del GCPD Harvey Bullock e Arnold Flass, basandosi su questa teoria, usano un criminale mascherato chiamato Firebug come esca per attirare Batman, lascinando che scappi con il suo costume e appicchi un incendio in un palazzo. Batman arriva per salvare i civili, eludendo gli ufficiali SWAT corrotti guidati da Bullock e Flass nel processo. Bullock e Flass trovano Firebug e, per coprire le loro tracce, lo uccidono. Batman, per salvare i civili rimasti, si allea con Gordon, che disapprova i metodi della task force, per poi scomparire. In seguito, Gordon affronta Bullock e Flass, ma può far poco, poiché la stampa li elogia come eroi, mentre Jessop li mette a capo della task force di Batman. Jim, che mantiene per un pelo il suo lavoro, viene confortato da Montoya e sua figlia Barbara.
- Guest star: Jamie Chung (Harleen Quinzel), Tom Kenny (Eel O'Brian / Firebug / Joplin)
- Altri interpreti: Michelle C. Bonilla (Renee Montoya), Krystal Joy Brown (Barbara Gordon), John DiMaggio (Harvey Bullock / Morrison),

Diedrich Bader (Harvey Dent), Eric Morgan Stuart (James Gordon), Jason Watkins (Alfred Pennyworth), Gary Anthony Williams (Arnold Flass / Hendryx / Redding), Corey Burton (Jack Ryder), 

## I pazienti di Harley Quinn
- Titolo originale: The Stress of Her Regard
- Diretto da: Matt Peters
- Scritto da: Halley Gross

### Trama
Mentre Batman sta sventando un crimine, salva un folle vestito da faraone dall'essere investito. Questi si rivela essere un magnate che qualche settimana prima, ha devoluto tutto il suo patrimonio in beneficenza, come molti altri uomini potenti prima di lui. Sia lui che Barbara Gordon, la quale è alla ricerca di alcuni criminali scomparsi, dopo alcune indagini, deducono che erano pazienti della dottoressa Quinzel, amica di Barbara, che nel mentre sta cercando di uscire con Montoya. In realtà, Quinzel ha catturato i criminali e i potenti di Gotham e, nelle vesti di Harley Quinn, sottopone i criminali a immense torture nel tentativo di correggere le loro menti e renderli più "generosi". Barbara e Batman la seguono fino alla cantina di uno dei suoi pazienti, ma il Cavaliere Oscuro viene sopraffatto e reso incosciente prima che la casa venga fatta esplodere. Tuttavia, Barbara riesce a convincere Harleen a liberare Batman prima che la villa crolli, ma Quinzel cade da un dirupo assieme a Barbara, che viene salvata da Batman. La donna piange la presunta morte dell'amica, ma in realtà è sopravvissuta, poiché chiama Montoya per annullare il loro appuntamento e dirle che sta temporaneamente lasciando Gotham.
- Guest star: Jamie Chung (Harleen Quinzel / Harley Quinn)
- Altri interpreti: Michelle C. Bonilla (Renee Montoya), Krystal Joy Brown (Barbara Gordon), John DiMaggio (Harvey Bullock), Eric Morgan Stuart (James Gordon), Jason Watkins (Alfred Pennyworth), Gary Anthony Williams (Arnold Flass / Paziente Elfo / Orderly)

## Cavalcata notturna
- Titolo originale: Night Ride
- Diretto da: Christopher Berkeley
- Scritto da: Marc Bernardin

### Trama
Gotham è minacciata da un misterioso fantasma, emerso per derubare la classe operaia della città. Mentre Batman indaga, seppur scettico sul fatto che sia un vero fantasma, Harvey Dent, procuratore distrettuale, è preoccupato per la sua campagna elettorale a sindaco, in quanto i crimini stanno compromettendo, assieme alla stampa, la sua immagine. Il procuratore viene avvicinato da Rupert Thorne, il quale gli propone il suo appoggio con conoscenze e denaro, ma Dent, pur ambizioso, è riluttante ad accettare l'offerta del malavitoso. Decide di indire, su consiglio del suo assistente, un'intervista alla stampa, ma il Fantasma Gentiluomo irrompe e deruba tutti i presenti tranne Dent, la cui reputazione viene ulteriormente compromessa. Batman, giunto sul luogo, insegue il ladro, ma questi sparisce misteriosamente davanti al vigilante, il quale però fa in tempo a intravedere uno stemma nobiliare sulla casacca del criminale. Grazie ad una bibliotecaria, sua vecchia conoscente, apprende che lo spettro, o il presunto tale, potrebbe essere Jim Craddock, elitista e giocatore d'azzardo del XVIII secolo, nonché l'ex proprietario di una vecchia proprietà che l'amico di Bruce, Lucius Fox, ha recentemente acquistato. Batman affronta lo spettro nella sua villa decadente e, accettando che si tratti davvero di un essere sovrannaturale, chiede aiuto a Linton Midnite, il quale spiega che lo spettro non fa che compiere le stesse azioni che faceva in vita e che l'unico modo per fermarlo è distruggere l'atto di proprietà di Craddock che lo vincola alla città e il sangue di un nobile. Batman usa il sangue del suo maggiordomo, Alfred Pennyworth, per compiere il rituale e, sebbene Craddock prenda possesso di quest'ultimo, Batman distrugge l'atto e lo imprigiona in una fiala, che consegna a Midnite come promesso. Harvey, ormai senza più soluzioni per risollevarsi, decide di accettare l'offerta di Thorne.
- Guest star: Toby Stephens (The Gentleman Ghost)
- Altri interpreti: Diedrich Bader (Harvey Dent), Bumper Robinson (Lucius Fox), Jason Watkins (Alfred Pennyworth), Cedric Yarbrough (Rupert Thorne, Linton Midnite), Gaille Heidemann (Wilma)

## Bersaglio in movimento
- Titolo originale: Moving Target
- Diretto da: Christina Sotta
- Scritto da: Adamma Ebo, Adanne Ebo

### Trama
In tribunale, Barbara Gordon saluta un suo assistito scagionato, venendo ripresa da suo padre Jim, il quale ha visione della giustizia netta, in contrapposizione a quella della figlia, che invece disapprova la sua totale fiducia nelle forze dell'Ordine e del sistema nonostante la corruzione dilagante. La loro discussione viene interrotta quando un uomo, Floyd Lawton, attenta alla vita di Gordon, venendo fermato dai detective Montoya e Jim Corrigan. Questi ultimi spiegano che qualcuno ha messo una "taglia su Gordon", e perciò il commissario è in pericolo, ma questi rifiuta qualsiasi tipo di protezione, fiducioso di se stesso e dei suoi uomini, oltre al fatto che deve tenere d'occhio Bullock e Flass. Barbara, infuriata, torna nel suo ufficio, dove a sorpresa le fa visita Batman, il quale rivela alla donna che la taglia è partita dal penitenziario di Blackgate, consigliandole di portare il padre in un luogo sicuro. Al penitenziario,Batman scopre che l'omicidio è stato ordinato da un detenuto di nome Muller che, dopo il primo attentato fallito, ha raddoppiato la taglia, cosa che ha attirato a Gotham un gruppo di sicari capeggiati dal pericoloso Onomatopea (chiamato così per il suo esprimersi tramite suoni o versi). Jim alla fine accetta, seppur con riluttanza, di essere scortato in un rifugio sicuro da Barbara e i suoi uomini, ma gli assassini li rintracciano, con la squadra che riesce a salvarsi per un soffio. A causa di un guasto alla macchina, i poliziotti devono rifugiarsi nei Wayne Gardens ancora in costruzione, ma anche lì vengono raggiunti da Onomatopea e i suoi. Per fortuna Batman arriva in tempo e aiuta il commissario a eliminare gli assassini, per poi battere il loro boss. Batman rivela a Jim che, mentre faceva annullare il contratto da Muller, ha scoperto che Barbara era il vero obiettivo. L'agente Corrigan, che lo ha sempre saputo, tenta di reclamare la taglia per sé, ma viene disarmato da Jim e arrestato. Muller rivela in seguito a Barbara di aver ordinato l'omicidio perché ritiene di meritare una sistemazione migliore in prigione, lasciando la donna, così suo padre, a riflettere sulla sua visione di giustizia.
- Guest star: Reid Scott (Onomatopoeia)
- Altri interpreti: Krystal Joy Brown (Barbara Gordon), Michelle C. Bonilla (Renee Montoya), John DiMaggio (Harvey Bullock), Eric Morgan Stuart (James Gordon), Jason Watkins (Alfred Pennyworth / Guardia), Gary Anthony Williams (Arnold Flass)

## Notturna
- Titolo originale: Nocturne
- Diretto da: Matt Peters
- Scritto da: Halley Gross

### Trama
Due orfani scoprono che vicino al loro orfanotrofio si sta allestendo una fiera e vengono avvicinati da una ragazzina più grande, che convince uno di loro ad andare con lei, sparendo dalla circolazione. Alla fiera, nella quale viene allestita una raccolta per la campagna fondi di Dent, Bruce ha modo di incontrare la sua vecchia amica Leslie Thompkins, responsabile dell'orfanotrofio, tuttavia l'uomo è costretto ad indossare i panni di Batman quando alcuni orfani vengono dichiarati scomparsi. Il vigilante trova presto la colpevole, Natalia Night, la sorella minore dell'inventore Anton Night, che soffre di una misteriosa malattia che può essere scongiurata solo prosciugando l'energia vitale delle persone, energia che le permettere di accrescere la sua forza. Dopo aver litigato col fratello per la sua presunta iperprotettività, Natalia continua a prosciugare vittime finché non viene intercettata da Batman. Dopo averle fatto capire di aver ucciso accidentalmente Anton, il quale aveva implorato Batman di fermarla prima di morire, Batman porta Natalia in salvo, portando lei e le sue vittime in ospedale per riprendersi. Nel frattempo, Dent incontra Thorne per accettare la sua donazione, a condizione che ritiri le accuse contro un suo amico. Pur essendo determinato a vincere le elezioni, all'ultimo Harvey rifiuta di sottostare a Thorne e fa incarcerare il criminale. Per rappresaglia, il secondo di Thorne, Tony Zito, lancia una fiaschetta di acido in faccia a Dent.
- Guest star: Mckenna Grace (Natalia / Nocturna)
- Altri interpreti: Diedrich Bader (Harvey Dent), Cedric Yarbrough (Rupert Thorne), Jason Watkins (Alfred Pennyworth / Carnival Barker), Cedric Yarbrough (Rupert Thorne / Waylon / Giudice), Donna Lynne Champlin (Leslie Thompkins), Juliet Donenfeld (Carrie), Amari McCoy (Stephie), Carter Rockwood (Dickie), Henry Witcher (Jason)
- Nell'episodio compaiono quattro bambini orfani, che vengono rapiti e "vampirizzati" da Notturna: Carrie, Stephie, Dickie e Jason.[1][2] I quattro bambini sono alcuni dei più celebri (futuri) Robin.[1][2] Dickie è Dick Grayson, il primo e più celebre Robin, che in seguito diverrà Nightwing; Jason è Jason Todd, il secondo Robin che, ucciso dal Joker e ritornato in vita, diverrà Cappuccio Rosso; Stephie è Stephanie Brown, la quarta Robin e fidanzata del terzo Robin, Tim Drake, che ne prenderà momentaneamente il posto; Carrie è Carrie Kelley, la Robin del fumetto di Frank Miller Batman - Il ritorno del Cavaliere Oscuro, che in seguito diverrà la Catgirl di Batman - Il Cavaliere Oscuro colpisce ancora.[1][2]

## L'assassino dentro di me
- Titolo originale: The Killer Inside Me
- Diretto da: Christopher Berkeley
- Scritto da: Jase Ricci

### Trama
A seguito dell'attentato, Dent rimane sfigurato a metà del volto e costretto a ritirarsi dalle elezioni, cosa che gli causa insicurezza e paranoia. Bruce lo porta a cena fuori per cercare di aiutarlo e tirargli su il morale, ma Harvey non riesce a reggere la tensione ed ha un violento sfogo in pubblico, costringendolo ad andarsene. Pennyworth poi esprime disappunto per come Bruce abbia agito, ma questi si giustifica dicendo che aveva bisogno per capire cosa era successo. Ormai devastato sia fisicamente che mentalmente, Harvey decide di farsi giustizia da solo, massacrando e uccidendo gli uomini di Thorne, fra cui Zito, che lo aveva sfregiato. La furia di Dent dilaga per Gotham e Batman, sentendosi responsabile, riesce a rintracciarlo alla villa di Thorne, proprio quando questi aveva eliminato i suoi sgherri e stava per fare lo stesso con Rupert e il figlio. In un momento di lucidità però Dent è preda dei rimorsi e del senso di colpa, riprendendosi dalla sua rabbia e facendosi internare volontariamente all'Arkham Asylum, dove scopre che Barbara ha firmato per diventare il suo avvocato.
- Altri interpreti: Michelle C. Bonilla (Renee Montoya), John DiMaggio (Harvey Bullock / Jerry / Mugger), Eric Morgan Stuart (James Gordon), Jason Watkins (Alfred Pennyworth), Gary Anthony Williams (Arnold Flass / Uomo anziano), Diedrich Bader (Harvey Dent), Cedric Yarbrough (Rupert Thorne)

## Notte selvaggia
- Titolo originale: Savage Night
- Diretto da: Christina Sotta
- Scritto da: Ed Brubaker

### Trama
Barbara spiega a Dent che è disposta ad aiutarlo, insistendo sul fatto che è stato fuorviato, oltre al fatto che potrebbe aiutare la giustizia un'ultima volta dando informazioni su Rupert Thorne. Quest'ultimo, però, per vendetta e per timore che possa parlare, manda i suoi uomini, Bullock e Flass ad eliminarlo. In un primo momento i due detective corrotti riescono persino a prendere Dent, ma quest'ultimo riesce a fuggire e viene preso in custodia da Barbara, spingendola a stabilire una forma di contatto con Batman e unire le forze tra loro, Jim e la detective Montoya, per proteggere Dent in modo che possa testimoniare in tribunale. Nel mezzo di una lotta al molo, tuttavia, pur abbattendo i criminali e Bullock, Flass intercetta Barbara e e Dent, con quest'ultimo che si sacrifica per salvare la donna. Batman perde la calma e minaccia di sparare a Flass, ma alla fine lo terrorizza e lo risparmia. Batman è addolorato per quanto è successo, ma viene rassicurato da Pennyworth che, sebbene non sia riuscito a raggiungere l'umanità di Dent, Batman ha ancora la sua, e questo è sufficiente per andare avanti, anche se sarà dura, d'ora in poi. Rincuorato Batman ringrazia il maggiordomo, chiamandolo Alfred per la prima volta, poi fa una "visita" a Thorne, spaventandolo e facendogli capire che adesso Gotham ha il suo custode. Altrove, un individuo misterioso sperimenta su alcune vittime una letale tossina, facendole ridere in modo incontrollabile.
- Altri interpreti: Michelle C. Bonilla (Renee Montoya), Krystal Joy Brown (Barbara Gordon), John DiMaggio (Harvey Bullock / Manny), Eric Morgan Stuart (James Gordon), Jason Watkins (Alfred Pennyworth), Gary Anthony Williams (Arnold Flass), Diedrich Bader (Harvey Dent / Due Facce), Cedric Yarbrough (Rupert Thorne)
- La scena in cui Batman appare su un grattacielo con i fulmini che illuminano la sua silhouette è un riferimento alla scena finale della sigla della prima serie animata.